# Willy Basteyns
Willy Basteyns (Wellen, 1 december 1936 – Hasselt, 7 januari 2013) was een Vlaams acteur.
Hij werd vooral bekend als Willy, de zogenaamde buurman van Bart De Pauw in de televisieserie Het Geslacht De Pauw. De keuze voor Basteyns was opmerkelijk, omdat hij geen enkele acteeropleiding had genoten.  
Basteyns speelde ook samen met zijn vrouw mee in de kortfilm De kus (1997), geregisseerd door zijn dochter Nathalie Basteyns. Deze film was een documentaire over het huwelijk van haar ouders en werd meermaals bekroond. 